# Рахимов, Урал Муртазович
Ура́л Мурта́зович Рахи́мов (баш. Урал Мортаза улы Рәхимов; род. 13 декабря 1961, Уфа, Башкирская АССР, РСФСР, СССР) — бывший генеральный директор ОАО «АНК „Башнефть“», депутат Государственного Собрания — Курултай Республики Башкортостан в 2003—2010 годах. Сын первого Президента Республики Башкортостан Муртазы Губайдулловича Рахимова (1934—2023).
В 2005—2012 годы входил в список 200 богатейших бизнесменов России по версии журнала Forbes.

## Биография
Урал Рахимов родился 13 декабря 1961 года в Уфе. Сын первого Президента Республики Башкортостан Муртазы Губайдулловича Рахимова (1934—2023) и Луизы Галимовны Рахимовой.
В 1984 году окончил Уфимский нефтяной институт. Затем учился во Франции в French Institute of Petroleum. После получил степень магистра Пенсильванского университета (MS University of Pennsylvania).
В 1995—1999 годах — вице-президент, Председатель Совета директоров ОАО «Башнефтехим».

По мнению социолога Ольги Крыштановской, в Башкирии к концу 1990-х годов 
сложился клан родственников президента: сын президента Урал Рахимов — вице-президент холдинга «Башнефтехим»; племянник жены президента Азат Курманаев — президент «Башкредитбанка»; жена президента Луиза Рахимова занимает ответственный пост в Министерстве внешних связей и торговли республики.
С 1999 до 2002 года — председатель Совета директоров ОАО «Башкирская топливная компания».
В 2001 году возглавил совет директоров «Башнефтехима».
В 2002 году возглавил совет директоров «Башнефти».
В 2002—2006 годах — председатель Совета директоров ОАО «Башкирэнерго».
В марте 2003 года был избран депутатом Государственного совета республики Башкортостан (Курултай).
В 2003 году создал компанию «Башкирский капитал», куда перевёл контрольные пакеты шести предприятий ТЭКа Башкортостана.
С 2006 по 2009 год — генеральный директор ОАО «АНК „Башнефть“».
В 2007 году арбитражный суд Москвы постановил взыскать с Урала Рахимова в доход государства часть акций принадлежащих ему компаний за неуплату налогов, однако, в 2009 году ФНС отказалась от исков и суд прекратил дело.
С конца 2009 по март 2010 года — президент и генеральный директор хоккейного клуба «Салават Юлаев».
Весной 2009 года АФК «Система» Владимира Евтушенкова приобрела за 2,5 млрд долларов США контрольные пакеты шести предприятий башкирского ТЭКа («Башнефть», «Уфимский НПЗ», «Ново-Уфимский НПЗ», «Уфанефтехим», «Уфаоргсинтез», «Башкирнефтепродукт»), принадлежавшие четырём инвестиционным фондам, подконтрольным Уралу Рахимову. Председатель Совета директоров ОАО «Система-Инвест» Александр Гончарук после ухода с поста гендиректора «Башнефти» Урала Рахимова заявил о нём: «Мы благодарны Уралу Рахимову за работу, проделанную им за последние три года на посту генерального директора АНК „Башнефть“. Под его руководством компания успешно развивалась и укрепляла свои позиции».
2 марта 2008 года был избран депутатом Государственного Собрания — Курултай Республики Башкортостан на второй срок на 4 года.
В июне 2010 года «Первый канал», НТВ и федеральный выпуск «Российской газеты» выпустили в свет нелицеприятные для руководства республики материалы. 19 июня 2008 года в сюжете «Программы Максимум» Рахимов был представлен как бывший владелец всей республиканской нефтянки, выручивший от её продажи, по разным данным, от $500 млн до $3 млрд. 24 июня программа «Человек и закон» на Первом канале рассказывала о его бизнес-связях с бывшем сенатором от республики Игорем Изместьевым, обвиняемым в создании банды и нападении на граждан в начале 1990-х годов, а также в покушении на самого Урала Рахимова. 4 июля программа «Время» на Первом канале выпустила жёсткий критический сюжет о ситуации в Башкирии в целом. 30 июня похожая заметка о Башкортостане была опубликована в «Российской газете».
8 июля 2010 года депутаты Курултая проголосовали за лишение Рахимова мандата, который написал заявление о сложении полномочий по собственному желанию. Вскоре Рахимов спешно покинул Россию. Руководитель регионального отделения всероссийской организации «Человек и закон» Урал Хасанов заявил: «Это последний шаг по уходу Урала из Башкирии. Когда он завершил сделку по продаже башкирского нефтяного комплекса, он, предположительно, уехал в Австрию… Рахимов не появлялся в зале заседаний уже больше года». 12 июля 2010 года отец Рахимова на встрече с руководителем администрации президента РФ Сергеем Нарышкиным заявил о намерении досрочно покинуть пост президента Республики Башкортостан; 15 июля 2010 года Дмитрий Медведев принял его отставку.
Холост.

## Состояние
Входил в российский рейтинг 100 богатейших бизнесменов России журнала Forbes с 2005 года (за исключением 2008 года), занимая места с 39 (2007) по 54 (2010) с состоянием с 550 млн долларов США (2005) по 1800 млн долларов США (2007).
В списке богатейших людей планеты (2010) по версии журнала Forbes занимал 828 место с капиталом в 1,2 млрд долларов США. В 2012 году занимал 185 место в России с состоянием 500 млн долларов США.

## Уголовное преследование
В апреле 2014 года в отношении Урала Рахимова возбудили уголовное дело. В конце августа 2014 года ему было предъявлено заочное обвинение в легализации незаконно полученных денежных средств (статья 174.1 УК РФ) и присвоении в особо крупном размере (статья 160 УК РФ). Расследование уголовного дела продолжается, и в мае 2017 года оно было продлено на очередные три месяца до 28 октября 2017 года.
Рахимов обвиняется в незаконном присвоении и легализации акций «Башнефти». Подконтрольные ему структуры после приватизации предприятий башкирского ТЭКа в 2005 году и 2009 году продали их АФК «Система».
В сентябре 2014 Рахимова объявили[кто?] в международный розыск.
В мае 2015 года власти Австрии получили запрос об экстрадиции Урала Рахимова. В марте 2016 года Земельный суд Вены по уголовным делам 17 февраля по ходатайству прокуратуры решил не выдавать Рахимова России из-за политических мотивов в уголовном преследовании.